# Ole Rømers Høj

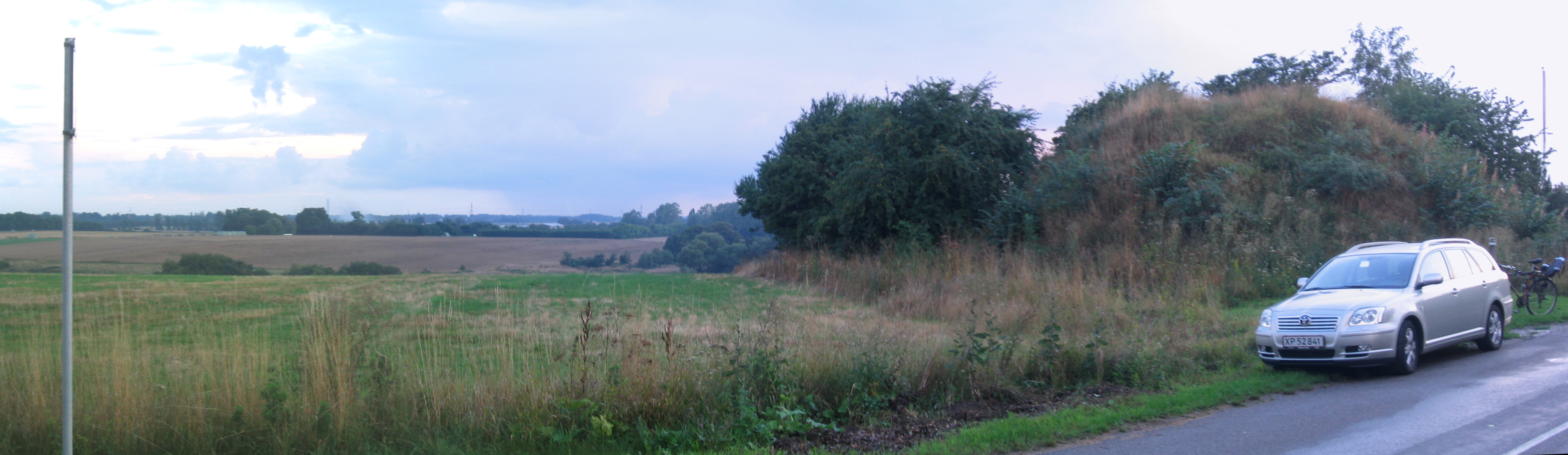
Ole Rømers Høj

Ole Rømers Høj ist ein Grabhügel am östlichen Rand des Dorfes Vridsløsemagle in der Høje-Taastrup Kommune auf der dänischen Insel Seeland. 
Der Hügel war bis zum Ende des 19. Jahrhunderts unter dem Namen Kongehøjen (deutsch „Königshügel“) bekannt, bekam aber seinen heutigen Namen wegen des Astronomen Ole Rømer (1644–1710), der ab 1704 sein „Observatorium Tusculanum“ in Vridsløsemagle hatte. Es wurde angenommen, dass das Observatorium auf dem Hügel gestanden hatte. Das war jedoch falsch. Der richtige Ort wurde 1978 gefunden.
Der steile Hügel ist über 6,0 Meter hoch und knapp 30,0 Meter breit, was ihn zum größten Grabhügel in Høje-Taastrup macht. Da der Hügel nie archäologisch ausgegraben wurde, ist das genaue Alter unbekannt, aber er stammt aufgrund seiner Form und Größe wahrscheinlich aus der späten Eisen- (400–800 n. Chr.) oder der Wikingerzeit (800–1050 n. Chr.).
Es gibt auch einen Ole Rømers Høj im Nyrup Hegn bei Helsingør. 